# Катар
Катар (арап. قطر), званично Држава Катар, суверена је држава у југозападној Азији. Заузима мало полуострво Катар на североисточној обали Арабијског полуострва и граничи се само са Саудијском Арабијом на југу, док је остатком своје територије окружен Персијским заливом. Бахреински залив, улаз у Персијски залив, одваја Катар од оближњег Бахреина. Главни град је Доха, дом преко 80% становништва земље.
Катаром као наследном монархијом влада династија Тани откако је Мухамед ибн Тани потписао уговор са Британцима 1868. којим је признат његов посебан статус. Након владавине Османског царства, Катар је постао британски протекторат почетком 20. века до стицања независности 1971. године. Актуелни емир је Тамим ибн Хамад ел Тани, који има скоро сву извршну и законодавну власт према Уставу Катара, уз контролу правосуђа. Он именује председника владе, као и саму владу. Саветодавна скупштина може блокирати законодавство и има ограничену могућност да разреши министре.
Почетком 2017. укупно становништво Катара износило је 2,6 милиона: 313.000 држављана Катара и 2,3 милиона исељеника. Званична религија је ислам. У погледу прихода, има четврти највећи БДП (ПКМ) по глави становника у свету, а шести БНД по глави становника (Атласов метод). Уједињене нације класификују Катар као земљу која има веома висок ИХР, као и трећи по величини у арапском свету. Привреда остварује високи доходак, а има трећу по величини резерву природног гаса и нафте. Највећи је извозник течног природног гаса, као и највећи емитер угљен-диоксида по глави становника.
У 21. веку постао је значајна сила у арапском свету захваљујући свом богатству ресурсима, као и своје глобалне медијске групе Al Jazeera, док је наводно финансијски подржао неколико побуњеничких група током Арапског пролећа. Академске и невладине организације сматрају да је стање људских права у Катару углавном лоше, са ограничењима грађанских слобода као што су слобода мирног окупљања, говора и штампе, као и опхођење према хиљадама мигрантских радника уз присилни рад. Одржавање Светског првенства у фудбалу 2022. додељено је Катару под контроверзним околностима, што га чини првом исламском земљом у арапском свету која је домаћин овог такмичења. Такође је био домаћин Азијских игара 2006, што ће поновити и 2030. године.

## Етимологија
Плиније Старији, римски писац, најраније писани документ који се односи на становнике полуострва доноси око средине 1. века н. е. Он их назива Catharrei, што је делимично изведено од имена локалног истакнутог насеља. Један век касније, Птолемеј је нацртао прву мапу на којој је полуострво представљено као Катара. На мапи је уписан и град Ќадара' који се налази у источном делу полуострва. До 18. века се користио назив Катара, да би након тога био усвојен данашњи назив.

## Историја
Најстарији археолошки налази на територији Катара потичу из 6. миленијума п. н. е. Пронађени су у Сагри на југоистоку Катара. Касније су кроз историју у Катару живела разна номадска племена која су долазила из разних крајева Арабијског полуострва, посебно из регија Најд и Ал Хаса. Временом су настала насеља рибара и ловаца на бисере пошто је море око Катара богато бисерним шкољкама; реч је о једном од најважнијих места у свету где се ваде бисери. У 7. веку се регијом шири ислам. Од 750. године Катар долази под власт арапске династије Абасида. Од 1517. године у Катару постоји португалско трговачко упориште које 1538. освајају Османлије.

### Британски протекторат (1916—1971)
Под утиском пораза Турака у Првом светском рату, Катар се придружио арапској побуни против Османлија. Побуна је била успешна и Османлије су морале да напусте Доху 1915. године. Као резултат поделе Османског царства, Катар је постао британски протекторат 3. новембра 1916. године. На тај дан, Британија је потписала споразум са шеиком Абдулахом бин Јасимом ел Танијем. Он се сложио да се не улази ни у какве односе са било којом другом силом без сагласности британске владе, а Британци ће Катару гарантовати заштиту од свих агресија са мора. 5. маја 1935. године, Абдулах је потписао још један уговор са британском владом који Катару одобрава заштиту од унутрашњих и спољних опасности. Резерве нафте су први пут откривене 1939. године, али је експлоатација морала бити одложена због Другог светског рата.
Утицај Британске империје је почео да се смањује после Другог светског рата, нарочито после независности Индије и Пакистана 1947. године. Током 1950-их година, нафта је почела да замењује риболов као главни извор катарских прихода. Зарада од нафте је почела да финансира експанзију и модернизацију Катара. Притисак да се Британија повуче из Катара био је нарочито велик педесетих година 20. века. Када је Британија 1968. године најавила да ће се званично повући са Персијског залива у року од три године, Катар се придружио федерацији Бахреина и још седам држава. Регионални споразуми су убрзо приморали Катар да прогласи независност од коалиције која ће касније прерасти у Уједињене Арапске Емирате.

### Независност (1971—)
Дана 3. септембра 1971. године, Катар је званично добио независност од Уједињеног Краљевства и постао независна суверена држава. Влада је тада одлучила да се због набавке оружја окрене Французима. Ова повезаност је ојачала током времена и Французи ће постати њихов највећи снабдевач у новом миленијуму. Халига бин Хамад ел Тани је 1972. године преузео власт у дворском удару за време раздора у владајућој породици. Катар петролеум је 1974. године преузео контролу над свим налазиштима нафте у земљи, а Катар је брзо почео да се развија. Северно поље гаса, највеће у свету, откривено је 1976. године.
Током Заливског рата 1991. године Катар је играо значајну улогу, нарочито у бици код Хафџе када су катарски тенкови давали подршку јединицама Саудијске Арабије које су напале ирачке трупе. Катар је дозволио коалиционим трупама из Канаде, САД и Француске да користе земљу као ваздухопловну базу за полетање авиона.
Године 1995. емир Хамад ибн Калифа ел Тани је преузео контролу над земљом од свог оца Калифе ибн Хамада ел Танија, уз подршку оружаних снага суседних држава и Француске. Под емиром Хамадом Катар је искусио умерен степен либерализације, укључујући и покретање телевизије Ал Џазира (1996), потврду о изборном праву жена које су добиле право гласа на општинским изборима (1999), израду првог устава (2005) и освештавање Римокатоличке цркве у Дохи.
Катар је добио право да организује Светско првенство у фудбалу 2022, што ће бити први пут да је нека земља са Блиског истока домаћин првенства. Емир Катара је најавио да планира да одржи прве националне парламентарне изборе 2013. године; међутим, они су у јуну 2013. одложени за 2016. годину.
Катар је 2003. године служио као централна команда штаба Сједињених Америчких Држава и једно од главних места са којих је покренута инвазија на Ирак. У марту 2005. године, у самоубилачком бомбашком нападу убијен је један британски професор у позоришту у престоници Дохи. Овај догађај је био шокантан за земљу која раније није искусила дела тероризма. Напад је извео Египћанин Омар Ахмед Абдулах Али који живи у Катару, а који је осумњичен за везе са Ал Каидом. Катар се 2011. године придружио НАТО интервенцији у Либији. Тренутно је главни финансијер и добављач оружја за побуњеничке групе у Грађанском рату у Сирији.
У јуну 2013. године, шеик Тамим ибн Хамад ел Тани је постао емир Катара након што је његов отац предао власт у телевизијском говору. Шеик Тамим је успео да побољша живот грађана, укључујући успостављање напредних здравствених и образовних система, као и ширење инфраструктуре земље и припреме за Светско првенство 2022. године.
Катар је учествовао 2015. године у интервенцији Саудијске Арабије у Јемену против Хута и снага лојалних бившем председнику Алију Абдулаху Салиху, који је свргнут у Арапском пролећу.

## Политика
Катар је званично уставна монархија, али овлашћења која је задржала монархија га и даље граничи са апсолутном монархијом којом владају ел Танијеви. Династија ел Тани влада Катаром од свог оснивања 1825. године. Катар је 2003. усвојио Устав који је предвиђао директне изборе 30 од 45 чланова законодавног тела. Устав је усвојен великом већином на референдуму, са скоро 98% који одобравају.
Осми емир Катара је Тамим ибн Хамад ел Тани, коме је отац Хамад ибн Халифа ел Тани предао власт 25. јуна 2013. године. Емир има искључиву власт да именује председника и министре владе који чине Веће министара, које је врховна извршна власт у земљи. Веће министара такође иницира доношење закона.
Саветодавну скупштину чини 30 посланика које бира народ и 15 које именује емир. Може да блокира законе апсолутном већином и разреши министре, укључујући председнике владе, двотрећинском већином. Након неколико одлагања, први избори за савиз Скупштине одржани су у октобру 2021. године.
Катарски закон не дозвољава оснивање политичких тела или синдиката.

### Право
Према Уставу Катара, шеријат је главни извор катарског законодавства, иако је у пракси правни систем Катра мешавина континенталног и шеријатског права. Шеријат се примењује на породично, наследно и неколико кривичних права (укључујући прељубу, пљачку и убиство). У неким случајевима, шеријатски породични судови третирају сведочење жене као да вреди упола мање од мушкарца. Кодификовано породично право је уведено 2006. године. Исламска полигинија је дозвољена.
Судско телесно кажњавање се практикује у Катару. Бичевање се користи као казна за конзумирање алкохола или недозвољене сексуалне односе. Члан 88 катарског кривичног закона прописује да је казна за прељубу 100 удараца бичем, а 2006. године на ту казну је осуђена једна Филипинка. Године 2010. најмање 18 особа (углавном страних држављана) осуђено је на између 40 и 100 удараца бичем за кривична дела која укључују „недозвољене сексуалне односе” или конзумирање алкохола. Године 2011. најмање 21 особа (углавном страних држављана) осуђена је на између 30 и 100 удараца бичем из истих разлога, а 2012. године шест исељеника је осуђено на 40 или 100 удараца бичем. Само муслимани који се сматрају здравствено способним подлежу извршењу таквих казни. У априлу 2013. муслимански исељеник осуђен је на 40 удараца бичем због конзумирања алкохола, а у јуну 2014. муслимански исељеник осуђен је на 40 удараца бичем због конзумирања алкохола и вожње под дејством алкохола.
Каменовање је законска казна у Катару, а апостасија и хомосексуалност су злочини за које се добија смртна казна; међутим казна није извршена ни за једно од ових кривичних дела. Богохуљење може довести до седам година затвора, а прозелитизам и до десетогодишње казне.
Конзумација алкохола је делимично легална у Катару; неким луксузним хотелима са пет звездица је дозвољено да продају алкохол немуслиманским гостима. Муслиманима није дозвољено да конзумирају алкохол, а они који буду ухваћени да га конзумирају подлежу бичевању или депортацији. Исељеници који нису муслимани могу добити дозволу за куповину алкохола за личну потрошњу. The Qatar Distribution Company (подружница авио-компаније Qatar Airways) има дозволу да увози алкохол и свињетину; води једину продавницу пића у земљи, која такође продаје свињетину људима са дозволом за алкохол. Катарски званичници су такође наговестили спремност да дозволе алкохол у „зонама навијача” за Светско првенство у фудбалу 2022.
До 2011. ресторанима на Перл Катару (вештачком острву у близини Дохе) било је дозвољено да служе алкохолна пића. Међутим у децембру 2011. ресторанима острва је речено да престану да продају алкохол. Није дато никакво објашњење за забрану, али се спекулисало о охрабривању побожнијег имиџа пред значајне изборе и гласине о финансијском спору између владе и инвеститора. Забрана алкохола је касније укинута.
Године 2014. покренута је кампања која би подсетила туристе на рестриктивни кодекс облачења у земљи. Туристкињама је саветовано да у јавности не носе хеланке, кратке сукње, хаљине без рукава, или кратку и уску одећу. Мушкарци су упозорени да не носе само шортс и мајице.

### Међународни односи
Међународни профил и активна улога Катара у међународним пословима навели су неке аналитичаре да га идентификују као средњу силу. Катар је био први члан ОПЕК-а и један од оснивача Савета за заливску сарадњу арапских држава. Члан је Арапске лиге. Дипломатске мисије у Катару су смештене у његовом главном граду, Дохи.
Регионалне односе и спољну политику Катара карактерише стратегија балансирања и изградње савеза међу регионалним и великим силама. Одржава независну спољну политику и бави се регионалним балансирањем како би осигурао своје стратешке приоритете и био признат на регионалном и међународном нивоу. Као мала држава у Заливу, Катар је успоставио спољну политику „отворених врата” у којој одржава везе са свим странкама и регионалним играчима у региону, укључујући организације као што су Талибан и Хамас. Историја савеза Катара пружа увид у основе његових спољних односа. Између 1760. и 1971. Катар је тражио формалну заштиту од високих прелазних сила Османлија, Британаца, ел Халифа из Бахреина и Саудијске Арабије.
Катар има изузетно добре односе са Кином, Ираном, Турском и САД, као и бројним исламистичким покретима на Средњем истоку, укључујући Муслиманско братство. У јуну 2017. Саудијска Арабија, УАЕ, Бахреин, Египат и Јемен прекинули су дипломатске односе са Катаром, оптужујући га да подржава тероризам. Криза је ескалирала због подршке Катара Муслиманском братству, које неке арапске земље сматрају терористичком организацијом. Дипломатска криза је окончана у јануару 2021. потписивањем декларације AlUla.

### Војска
Оружане снаге Катара су његове војне снаге. Земља има скромну војну снагу од око 11.800 људи, укључујући војску (8.500), морнарицу (1.800) и ваздухопловство (1.500). Расходи за одбрану Катара чинили су приближно 4,2% БДП-а 1993. године и 1,5% БДП-а 2010. године, последњој години доступној у статистичкој бази података SIPRI. Катар је недавно потписао одбрамбене пакте са САД и Уједињеним Краљевством, као и са Француском током 1994. године. Катар игра активну улогу у колективним одбрамбеним мисијама Савета за заливску сарадњу арапских држава; осталих пет чланица су Саудијска Арабија, Кувајт, Бахреин, УАЕ и Оман. Присуство велике ваздушне базе ел Удеид, којом управљају САД и неколико других УН нација, представља гарантовани извор одбране и националне безбедности. Године 2008. Катар је потрошио 2,3 милијарде долара на војне трошкове, 2,3% БДП-а. Катарске специјалне снаге обучавале су Француска и друге западне земље, а верује се да поседују значајне вештине. Такође су помагали либијским побуњеницима током Битке за Триполи 2011. године.
SIPRI је открио да је Катар у периоду 2010—2014. био 46. највећи увозник оружја на свету. Такође наводи да су се убрзали планови Катара да трансформише и значајно увећа своје оружане снаге. Наруџбине у 2013. за 62 тенка и 24 самоходна топа из Немачке праћене су 2014. низом других уговора, укључујући 24 борбена хеликоптера и 3 авиона за рано упозорење и контролу из САД и 2 авиона танкера из Шпаније. Катар је 2015. био 16. највећи увозник оружја у свету, а 2016. чак 11, наводи SIPRI.
Војска Катара учествовала је у интервенцији коју је предводила Саудијска Арабија у Јемену против шиитских Хута. Године 2015. Al Jazeera America је известила: „Бројни извештаји сугеришу да је коалиција против опозиционих група у Јемену предвођена Саудијском Арабијом неселективно напала цивиле и користила касетне бомбе у областима насељеним цивилима, кршећи међународно право.” Многи цивили су убијени, а велики делови инфраструктуре у овом региону су сада уништени. Саудијска Арабија, уз помоћ сарадника, такође је бомбардовала болнице. Катар је суспендован из коалиције у Јемену због дипломатске кризе 2017. године.

### Људска права
Од 2014. године одређене одредбе катарског кривичног закона дозвољавају изрицање казни као што су бичевање и каменовање као кривичне санкције. Комитет УН против тортуре утврдио је да ове праксе представљају кршење обавеза наметнутих Конвенцијом УН против тортуре. Катар и даље практикује смртну казну, углавном за претње по националну безбедност, као што је тероризам. Употреба смртне казне је ретка и ниједна државна егзекуција није извршена у Катару од 2003. године. У Катару су хомосексуални чинови незаконити, а они који их чине могу добити смртну казну.
У извештају Стејт департмента из 2011. закључено је да су се неки радници из земаља широм Азије и делова Африке, који су добровољно мигрирали у Катар као нискоквалификовани радници или кућна послуга, касније суочени са условима који указују на присилно ропство. Нека од чешћих повреда радних права укључују премлаћивање, задржавање плаћања, наплаћивање радника за бенефиције за које је послодавац одговоран, ограничења слободе кретања (као што је одузимање пасоша, путних исправа или излазних дозвола), произвољно задржавање, претње судском акцијом и сексуални напад. Многи радници мигранти који стижу на посао у Катар плаћали су превисоке накнаде регрутерима у својим матичним земљама.
Земља је женама дала право гласа у исто време када и мушкарцима у вези са изборима за Централно општинско веће 1999. године. Ови избори — први икада у Катару — намерно су одржани 8. марта 1999. на Међународни дан жена.

## Административна подела
Од 2014. године Катар је подељен на осам општина.
| Број | Општина  | Становништво (2015) | Површина (2) |
| ---- | -------- | ------------------- | ------------ |
| 1    | Шамал    | 8.794               | 859,8        |
| 2    | Хор      | 202.031             | 1.613,3      |
| 3    | Шаханија | 187.571             | 3.309,0      |
| 4    | Ум Салал | 90.835              | 318,4        |
| 5    | Дајен    | 54.339              | 290,2        |
| 6    | Доха     | 956.457             | 202,7        |
| 7    | Рајан    | 605.712             | 2.450        |
| 8    | Вакра    | 299.037             | 2.577,7      |
|      | Укупно   | 2.404.776           | 11.621,1     |

## Географија
Катарско полуострво стрши 160 километара у Персијски залив, северно од Саудијске Арабије. Лежи између 24° и 27° северне ширине и 50° и 52° источне географске дужине. Већи део земље чини ниска, неплодна равница, прекривена песком. На југоистоку се налази ел Удаид („Унутрашње море”), подручје валовитих пешчаних дина које окружују улаз у Персијски залив. Зиме су благе, а лета веома топла и влажна.
Највиша тачка у Катару је Кураин Абу ел Бол на 103 метра на западу, низ ниских кречњачких изданака који се протежу у правцу север—југ од Зикрита преко Ум Баба до јужне границе. Подручје Џебел Духан такође садржи главна налазишта нафте у Катару, док се поља природног гаса налазе на мору, северозападно од полуострва.

### Биодиверзитет и животна средина
Катар је потписао Конвенцију о биолошкој разноликости 11. јуна 1992. године, а постао је потписница конвенције 21. августа 1996. године. Након тога је израдио Националну стратегију и акциони план за биодиверзитет, који је примљен на конвенцији 18. маја 2005. године. У Катару су забележене укупно 142 врсте гљива. Књига коју је недавно објавило Министарство животне средине документује гуштере за које се зна или се верује да су присутни у Катару, на основу истраживања које је спровео међународни тим научника и других сарадника.
Према бази података о емисијама за глобална атмосферска истраживања, емисија угљен-диоксида по особи у просеку износи преко 30 тона, чиме је Катар један од највећих емитера угљен-диоксида у свету. Катарци су такође једни од највећих потрошача воде по глави становника дневно, користећи око 400 литара воде.
Године 2008. Катар је покренуо своју Националну визију 2030. која истиче развој животне средине као један од четири главна циља Катара у наредне две деценије. Национална визија се обавезује да ће развити одрживе алтернативе енергији заснованој на нафти како би се очувала локална и глобална животна средина.

### Клима
| Клима Катара                                                                    | Клима Катара | Клима Катара | Клима Катара | Клима Катара | Клима Катара | Клима Катара | Клима Катара | Клима Катара | Клима Катара | Клима Катара | Клима Катара | Клима Катара | Клима Катара |
| Показатељ \ Месец                                                               | .Јан.        | .Феб.        | .Мар.        | .Апр.        | .Мај.        | .Јун.        | .Јул.        | .Авг.        | .Сеп.        | .Окт.        | .Нов.        | .Дец.        | .Год.        |
| ------------------------------------------------------------------------------- | ------------ | ------------ | ------------ | ------------ | ------------ | ------------ | ------------ | ------------ | ------------ | ------------ | ------------ | ------------ | ------------ |
| Максимум, °C (°F)                                                               | 22 (72)      | 23 (73)      | 27 (81)      | 33 (91)      | 39 (102)     | 42 (108)     | 42 (108)     | 42 (108)     | 39 (102)     | 35 (95)      | 30 (86)      | 25 (77)      | 33,3 (91,9)  |
| Минимум, °C (°F)                                                                | 14 (57)      | 15 (59)      | 17 (63)      | 21 (70)      | 27 (81)      | 29 (84)      | 31 (88)      | 31 (88)      | 29 (84)      | 25 (77)      | 21 (70)      | 16 (61)      | 23 (73,5)    |
| Количина падавина, mm (in)                                                      | 12,7 (0,5)   | 17,8 (0,701) | 15,2 (0,598) | 7,6 (0,299)  | 2,5 (0,098)  | 0 (0)        | 0 (0)        | 0 (0)        | 0 (0)        | 0 (0)        | 2,5 (0,098)  | 12,7 (0,5)   | 71 (2,794)   |
| Извор: http://us.worldweatheronline.com/doha-weather-averages/ad-dawhah/qa.aspx |              |              |              |              |              |              |              |              |              |              |              |              |              |

## Становништво
Број људи у Катару значајно варира у зависности од годишњег доба, пошто се земља у великој мери ослања на мигрантску радну снагу. Почетком 2017. укупно становништво Катара износило је 2,6 милиона, док су странци чинили огромну већину. Само 313.000 становника (12%) били су држављани Катара, док су преосталих 2,3 милиона (88%) били исељеници.
Укупан број становника јужне Азије (из земаља индијског потконтинента укључујући Шри Ланку) представља преко 1,5 милиона људи (60%) становништва Катара. Међу њима, Индијци су највећа заједница, која броји 650.000 од 2017. године, затим 350.000 Непалаца, 280.000 Бангладешана, 145.000 Шриланчана и 125.000 Пакистанаца. Контингент исељеника који нису јужноазијског порекла представљају око 28% становништва Катара, од којих је највећа група 260.000 Филипинаца и 200.000 Египћана, плус многе друге националности (укључујући држављане других арапских земаља, Европљане итд).
Први демографски подаци Катара датирају из 1892. године, а водили су их османски гувернери у региону. На основу овог пописа, који обухвата само становнике градова, укупан број становника 1892. године износио је 9.830.
Попис из 2010. године забележио је укупан број становника од 1.699.435. У јануару 2013. Статистичка управа Катара проценила је становништво земље на 1.903.447, од чега су 1.405.164 били мушкарци и 498.283 жене. У време првог пописа, одржаног 1970. године, број становника је био 111.133. Становништво се утростручило у деценији до 2011. године, са нешто више од 600.000 људи из 2001. године, остављајући држављане Катара као мање од 15% укупне популације. Прилив мушких радника искривио је родну равнотежу, а жене су сада само једна четвртина становништва.
Пројекције које је објавила Статистичка управа Катара показују да би укупан број становника Катара могао да достигне 2,8 милиона до 2020. године. Национална развојна стратегија Катара (2011—2016) процењује да ће становништво земље достићи 1,78 милиона у 2013, 1,81 милиона у 2014, 1,84 милиона у 2015. и 1,86 милиона у 2016. години — годишња стопа раста је само 2,1%. Међутим становништво земље је порасло на 1,83 милиона до краја 2012. године, показујући раст од 7,5% у односу на претходну годину. Укупно становништво Катара достигло је рекордних 2,46 милиона у новембру 2015, што је повећање од 8,5% у односу на претходну годину, што је далеко премашило званичне пројекције.

### Религија
Ислам је доминантна и државна религија Катара, иако није једина религија која се практикује у земљи. Већина грађана Катара припада селефијском муслиманском покрету вехабизма, а између 5—15% муслимана у Катару прати шиизам, док су друге исламске поделе врло малобројне. Године 2010. становништво Катара износило је 67,7% муслимана, 13,8% хришћана, 13,8% хиндуиста и 3,1% будиста; остале вероисповести и верски неофређених људи чине преосталих 1,6%. Шеријат је главни извор законодавства према Уставу Катара.
Визија Министарства за акваф и исламска питања (Катар) је „изградња савременог исламског друштва уз неговање шеријата и културног наслеђа”.
Немуслиманско становништво је готово у потпуности састављено од странаца. Од 2008. хришћанима је дозвољено да граде цркве на земљи коју је донирала влада, иако се мисионарска активност страних земаља званично обесхрабрује. Активне цркве су Маланкарска Мартоманска сиријска црква, Маланкарска оријентално-православна црква, католичка црква Девице Марије и англиканска црква Богојављења. Постоје и два мормонска одељења.

### Језици
Арапски је званични језик Катара, док је катарски арапски локални дијалект. Катарски знаковни језик је језик заједнице глувих. Енглески се обично користи као други језик, као и lingua franca у успону, посебно у трговини, у мери у којој се предузимају кораци да се арапски сачува од задирања енглеског. Енглески је посебно користан за комуникацију са великом заједницом исељеника у Катару. У медицинској заједници и у ситуацијама као што је обука медицинских сестара за рад у Катару, енглески делује као lingua franca. Одражавајући мултикултурални састав земље, говоре се и многи други језици, укључујући персијски, белучи, брахуи, хинди, малајалам, урду, паштунски, канада, тамилски, телугу, непалски, синхалешки, бенгалски, тагалски, тулу и индонежански.

### Здравствена заштита
Стандарди здравствене заштите у Катару су углавном високи. Држављани Катара су покривени националном шемом здравственог осигурања, док исељеници морају или добити здравствено осигурање од својих послодаваца, или у случају самозапослених, купити осигурање. Потрошња Катара на здравствену заштиту међу највећим је на Средњем истоку, са 4,7 милијарди долара уложених у здравство у 2014. години. Ово је повећање од 2,1 милијарде долара у односу на 2010. Главни пружалац здравствене заштите у земљи је Hamad Medical Corporation, коју је основала влада као непрофитни пружалац здравствене заштите, која води мрежу болница, амбулантних служби и услуга кућне здравствене неге, а све су акредитоване од стране Заједничке комисије.
Године 2010. потрошња на здравствену заштиту износила је 2,2% БДП-а земље; највиши на Средњем истоку. Године 2006. на 10.000 становника било је 23,12 лекара и 61,81 медицинска сестра. Очекивани животни век при рођењу био је 82,08 година у 2014, или 83,27 година за мушкарце и 77,95 година за жене, што га чини највишим животним веком на Средњем истоку. Катар има ниску стопу смртности новорођенчади од 7 на 100.000.
Године 2006. на 10.000 становника било је укупно 25 болничких кревета, а на 10.000 становника 27,6 лекара и 73,8 медицинских сестара. Године 2011. број кревета је смањен на 12 на 10.000 становника, док је број лекара повећан на 28 на 10.000 становника. Док земља има један од најнижих процената болничких кревета у региону, доступност лекара је један од највећих.

## Спорт
Фудбал је најпопуларнији спорт у Катару. Фудбалска репрезентација Катара до 20 година освојила је друго место на светском првенству у Аустралији, након пораза од Западне Немачке 4 : 0. У јануару 2011. године, петнаести Азијски куп одржан је у Катару. Катар је тада други пут био домаћин турнира након што га је први пут организовао 1988. године.
Дана 2. децембра 2010. године Катар је добио право да организује Светско првенство у фудбалу 2022, иако се никада раније није квалификовао за Светско првенство у фудбалу. Организатори планирају да направе девет нових стадиона и прошире три постојећа. Додељивање организације Катару са одушевљењем су поздравиле све државе у Персијском заливу и региону, јер је то први пут да једна земља на Средњем истоку изабрана да буде домаћин турнира.
Међутим, избор је пратио и скандал о корупцији и намештању. УЕФА се такође успротивила одлуци да се такмичење одржи у Катару, из разних разлога, од утицаја високих температура на играче до тога да првенства у европским лигама морају да буду прекинута јер се такмичење одржава у новембру и децембру. У мају 2014. године, катарски фудбалски званичник Мухамед бин Хамам је оптужен да је платио 3 милиона долара како би Катар био домаћин. ФИФА је урадила дужу истрагу поводом ових оптужби те је њен извештај закључио да избор Катара нема никакве везе са корупцијом.
Иако је фудбал најпопуларнији спорт, други тимски спортови су доживели веће успехе. Рукометна репрезентација Катара је освојила друго место на Светском првенству 2015. које је одржано у Катару; у финалу је поражена од Француске.
Међународни тениски и сквош комплекс Халифа (енгл. The Khalifa International Tennis and Squash Complex) у раздобљу од 2008. до 2010. године био је домаћин ВТА првенства на ком се такмичи најбољих осам тенисерки током године у појединачној и дубл конкуренцији. Доха је домаћин ВТА турнира Отворено првенство Катара који се одржава сваке године. Такође, Катар је домаћин бициклистичке трке Тур оф Катар која се вози шест етапа; свака етапа има више од 100 km.
Катар је био домаћин Светског првенства у фудбалу 2022, а биће и домаћин Светског првенства у кошарци 2027. године.